# Echinopsis ancistrophora
Echinopsis ancistrophora là một loài thực vật có hoa trong họ Cactaceae. Loài này được Speg. mô tả khoa học đầu tiên năm 1905.

## Hình ảnh

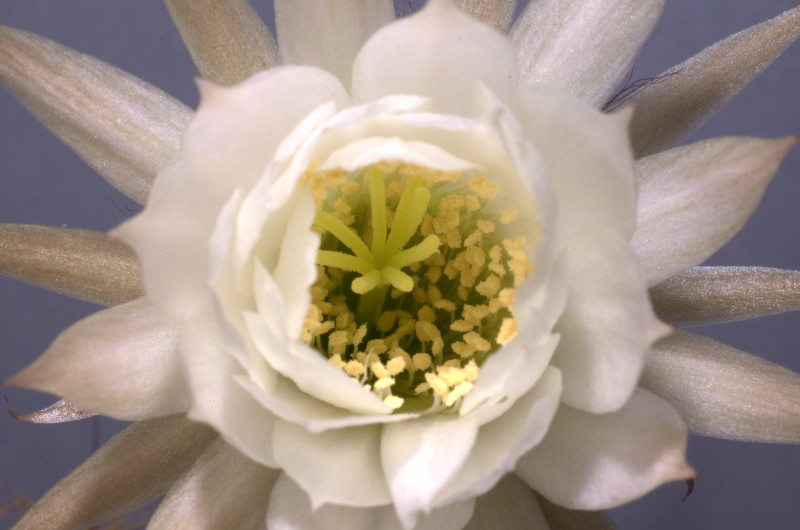
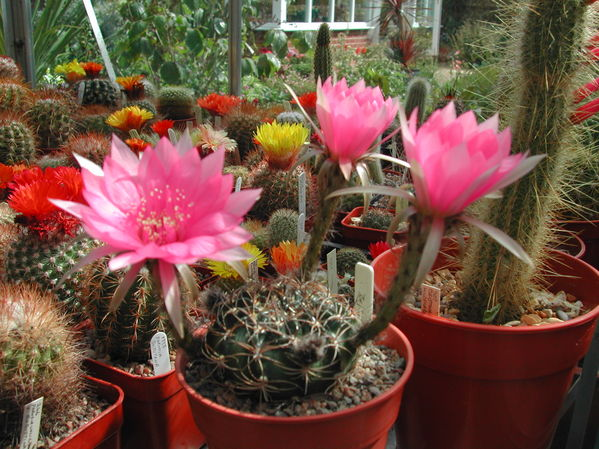
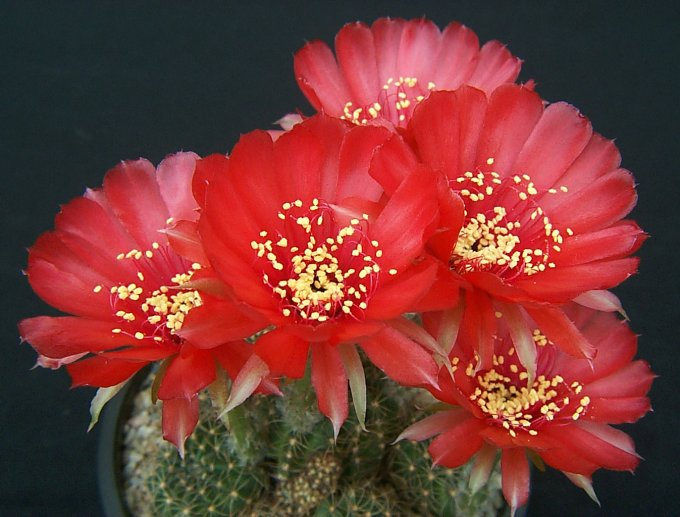
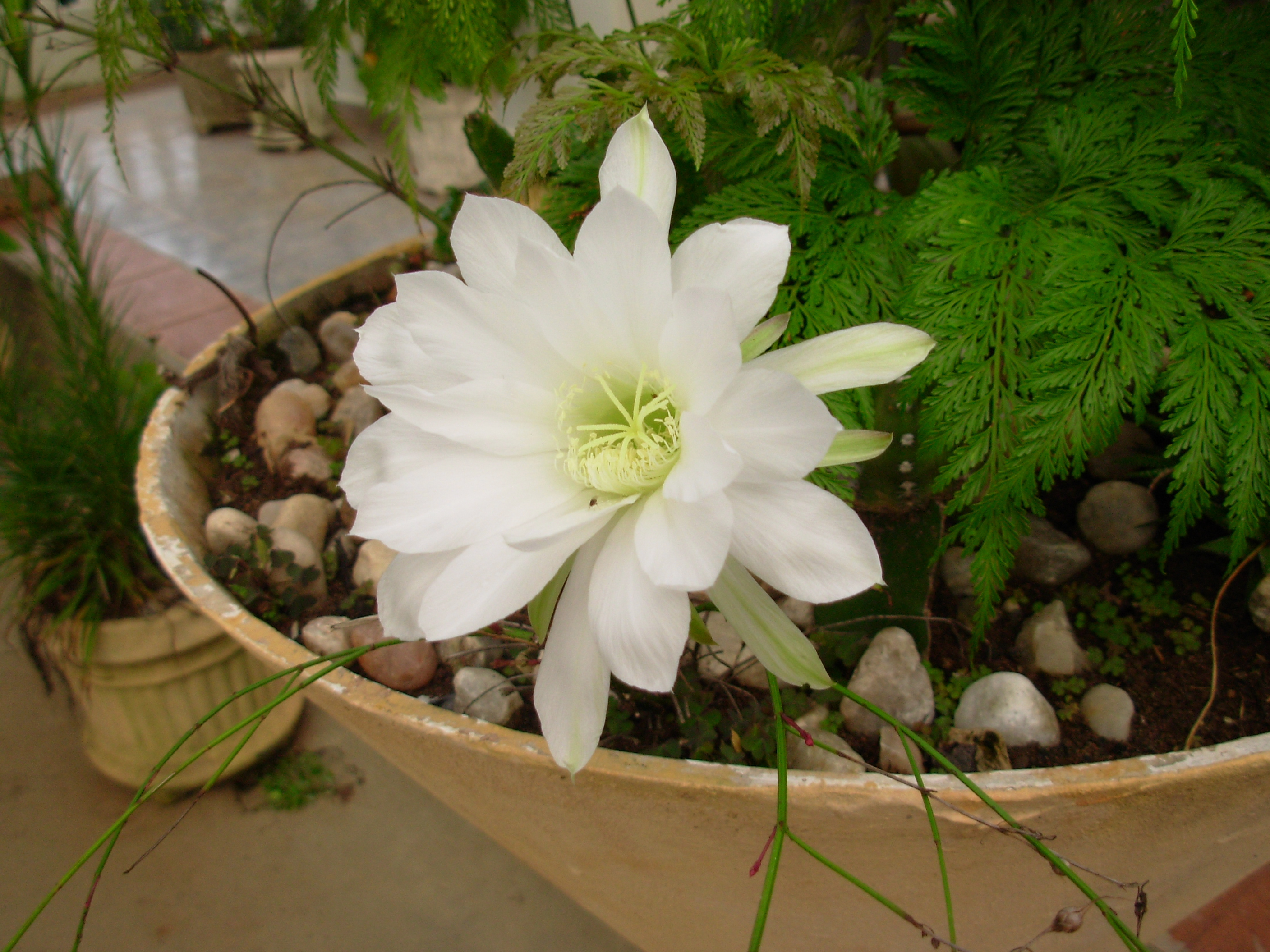